# 東福寺 (流山市)
東福寺（とうふくじ）は、千葉県流山市にある真言宗豊山派の寺院。

## 概略と沿革
814年（弘仁5年）、弘法大師空海によって開山された。その後承平天慶の乱の際に、藤原秀郷が平将門追討を祈願し成就したことから、本堂を修復するなど徐々に信仰を集めていった。
1923年（大正12年）より、「航空殉難者慰霊祭」を執り行っている。もく星号墜落事故や日本航空123便墜落事故の犠牲者の霊も祀られている。
墓地には、坂川掘削事業を担った名主の渡辺庄左衛門家の墓がある。

## 交通アクセス
- 流鉄流山線鰭ヶ崎駅より徒歩5分。